# ブラックヒルズ地質学研究所
ブラックヒルズ地質学研究所（ブラックヒルズちしつがくけんきゅうじょ、Black Hills Institute of Geological Research、BHI）は、サウスダコタ州ペニントン郡ヒルシティに位置する研究機関。恐竜の化石の発掘・研究・コレクションを業務とするほか、施設内で一般向けに展示も行っている。また、世界各地での恐竜展への学術協力もしており、日本での企画展も例外ではない。
2021年時点で所長はピーター・ラーソン。民間企業である。研究所に博物館を併設する。
活動圏はサウスダコタ州を拠点に、隣接するノースダコタ州、モンタナ州、ワイオミング州などの白亜紀またジュラ紀の地層を中心とする。

## 歴史
1946年にビル・ロバーツが設立したブラックヒルズ・ミネラル社を母体とする。その後1973年、当時学生であったピーター・ラーソンとジム・ホナートはミネラルショーに初参加し、ミネラルショーを参入する市場として認識する。自身の鉱物や化石標本の売却により資産を得て、さらなる地質・古生物標本の収集・展示を計画した彼らは、ブラックヒルズ・ミネラル社のオーナーとして、1974年のミネラルショーで初出品した。このビジネスを元に事業を展開し、1978年に会社を再編成してブラックヒルズ地質学研究所として法人化。1979年にヒルシティへ拠点を移し、公会堂や地域ホールとして利用されていた1938年建築の施設を本社とした。
1973年からピーターの弟ニールと鉱物学者のロバート・ファーラーもビジネスに参加。ニールは1978年から、ロバートは1990年から正式に研究所の職員に就職した。1978年にはサウスダコタ州の牧場所有者ルース・メイソンとコンタクトを取る。メイソンはエドモントサウルスのボーンベッドを発見しており、研究所は10年以上の歳月を費やして骨を収集し、20年後には約1万本の骨を収集してカタログ化した。
1990年にはティラノサウルスの標本スーを発掘して保管、クリーニングを開始した。しかし化石の権利を巡って土地の所有者が異議を申し立て、1992年5月に連邦捜査局がスーを押収、権利関係は法廷闘争に発展した。結果として土地所有者の主張が認められてスーの骨格は所有者の手に渡り、オークションで売却され、フィールド自然史博物館が買い取った。
また、研究所は1992年にはスタンを発掘・保管し、その後系列博物館であるヒルシティ博物館で展示した。レプリカの販売や他団体による研究を認めていたため、スタンを研究材料に多くの研究が行われた。しかしここで、2012年にビジネス上のトラブルで取締役を解任されたニールが、研究所の財産を売却しての自分の持ち株分35%の支払いを要求したことにより、研究所とニールの間に軋轢が生じる。2015年にニールは研究所を告訴し、裁判の結果、研究所はスタンの売却を決定。2020年に約33億円で落札された。

## 標本

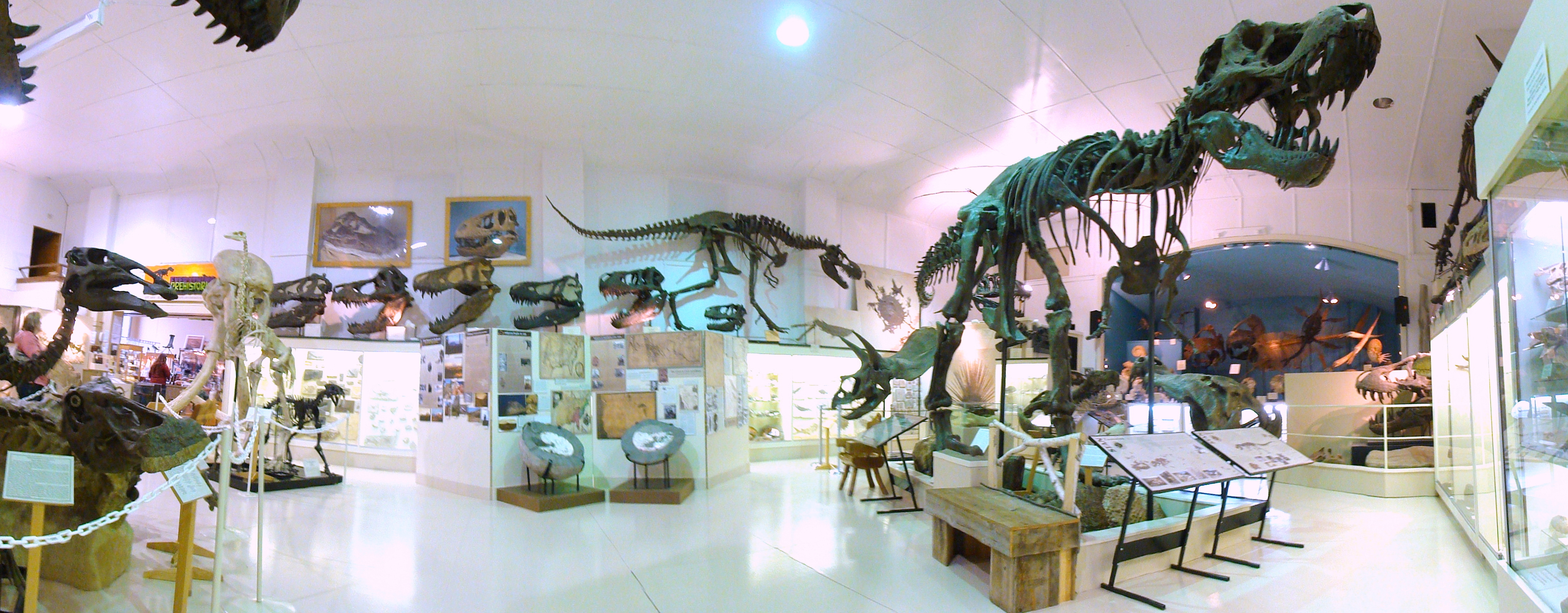
ブラックヒルズ地質学研究所の展示。右側に位置するティラノサウルスの標本がスタン。

ブラックヒルズ研究所が発掘・所蔵した主な標本を列挙する。
- ケルシー (トリケラトプス)[7]
- スー (ティラノサウルス)
- スタン (ティラノサウルス)
- トリックス (ティラノサウルス)[8]
- バッキー (ティラノサウルス)[9]
- レイモンド (トリケラトプス)[10]
- レイン (トリケラトプス)[1]
- ワイレックス (ティラノサウルス)[11]